# Gnamptogenys arcuata
Gnamptogenys arcuata é uma espécie de formiga do gênero Gnamptogenys.